# الخریباه
ال-خریباه یک منطقهٔ مسکونی در یمن است که در استان صنعا واقع شده‌است.